# Rhynchospora zacualtipanensis
Rhynchospora zacualtipanensis är en halvgräsart som beskrevs av Mark T. Strong. Rhynchospora zacualtipanensis ingår i släktet småag, och familjen halvgräs. Inga underarter finns listade i Catalogue of Life.